# وين لاس فيغاس
وين لاس فيغاس(بالإنجليزية: Wynn Las Vegas)‏ هو منتجع فاخر وكازينو يقع في لاس فيغاس ستريب، نيفادا.يعد وين لاس فيغاس واحد من أفخم كازينوهات لاس فيغاس. ويغطي المنتجع مساحة إجمالية قدرها 215 فدان ( 87 هكتار) بتكلفة قدرت ب 2.7 مليار دولار.

## وصلات خارجية
- الموقع الرسمي